# 106537 McCarthy
106537 McCarthy este un asteroid din centura principală de asteroizi.

## Descriere
106537 McCarthy este un asteroid din centura principală de asteroizi. A fost descoperit pe 23 noiembrie 2000 la Junk Bond Observatory de Jeffrey S. Medkeff. Asteroidul prezintă o orbită caracterizată de o semiaxă mare de 2,31 ua, o excentricitate de 0,14 și o înclinație de 7,8° în raport cu ecliptica.